# Râul Ga'aton

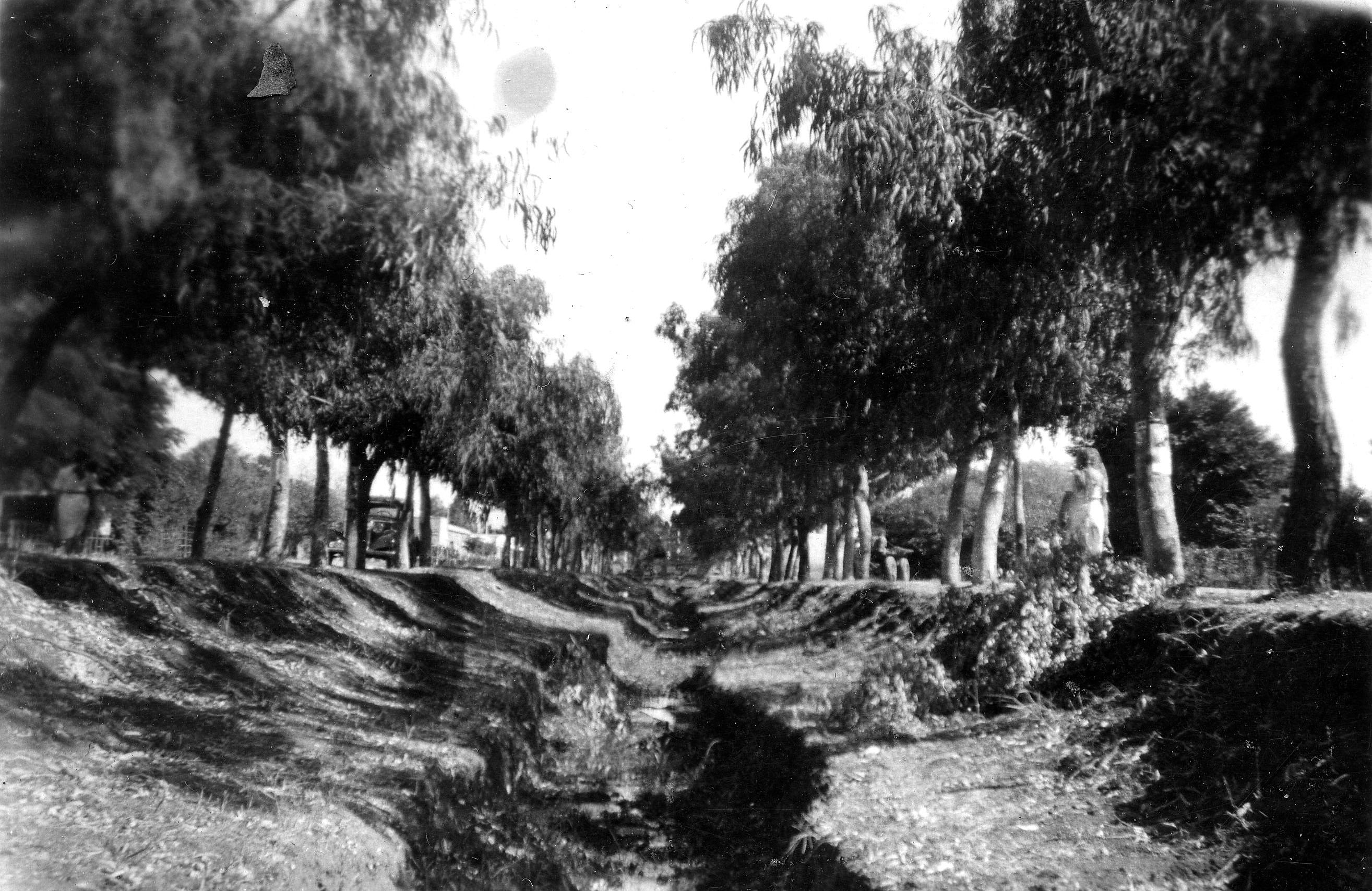
Râul Ga'aton (1946) ·

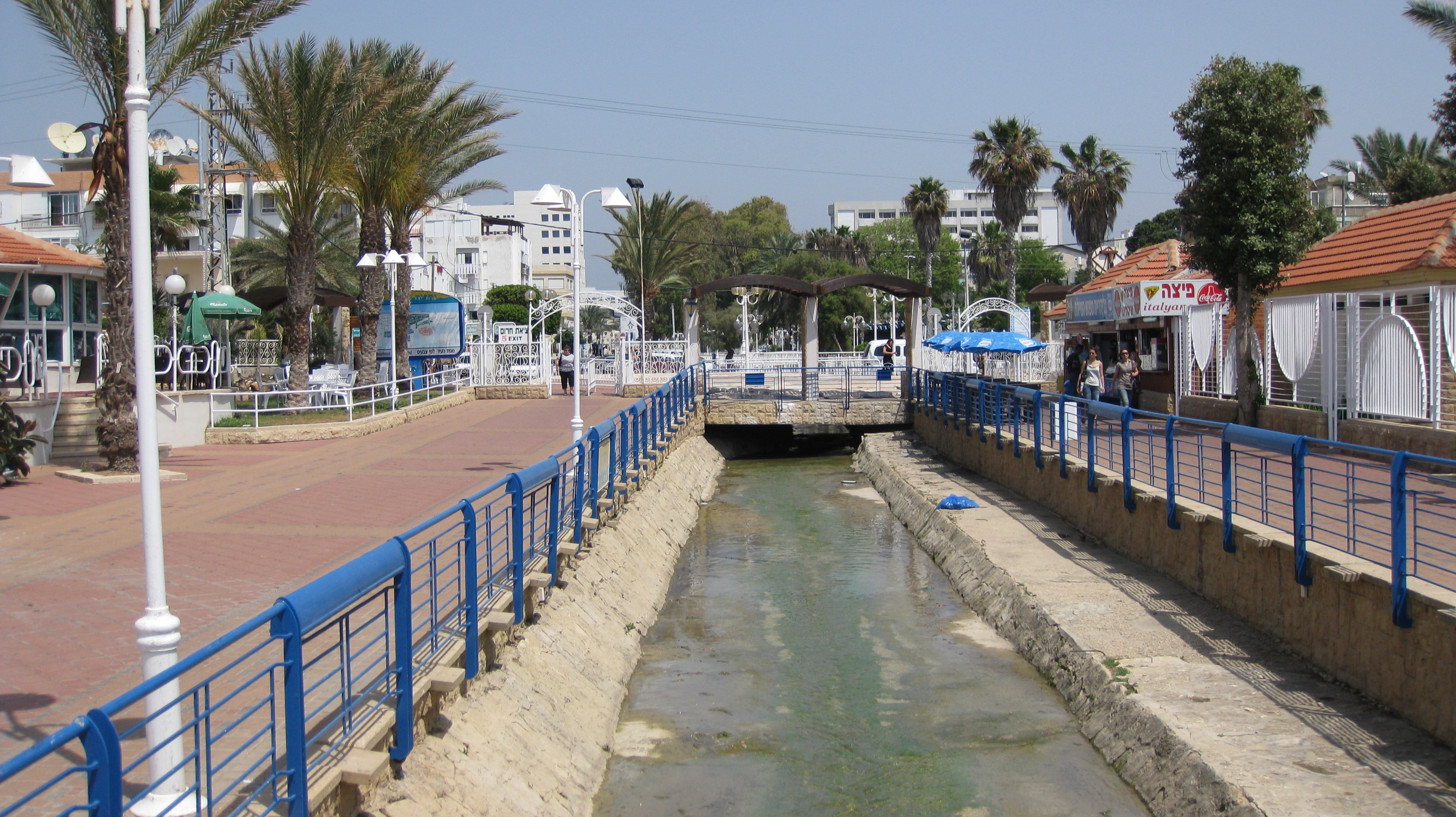

 Pârâul Ga'aton (în ebraică נחל הגעתון,  Nahal HaGa'aton) este un râu mic din  Districtul de Nord din Israel. Trece prin orașul Nahariya înainte de a se vărsa în Marea Mediterană. Râul trece prin strada principală din Nahariya, un oraș care își ia numele de la râu („nahar” înseamnă râu în ebraică).

## Istoric
În perioada otomană, râul era cunoscut sub numele de Nahr Mefshukh.
Originea acestui râu, cunoscut anterior drept „capul de fântână al apelor din Ǧiyāto” (în ebraică ראש מי גיאתו), și care s-a format din două izvoare naturale: ʻain a-tinah și ʻain al-ʻanqalit, este menționată în scrierile rabinice de la sfârșitul secolului al II-lea2 (Sifrei) din Deuteronom 11:24) și în Mozaicul lui Rehob.